# Angela Cavagna
Angela Cavagna (n. 6 iunie 1966, Genova), este o cântăreață, fotomodel și actriță italiană. 
Și-a început cariera prin anii '80.

## Bibliografia
- Angela Cavagna, Sei più bella della mia capra. Cento lettere ad Angela Cavagna, Pironti Editore, ISBN 8879370901